# 董礼强
董礼强（1965年4月2日—），中国辽宁人，著名足球运动员，现已退役。
董礼强在踢球生涯主要效力于辽宁队，多次入选中国国家足球队。在场上司职中后卫，身体强壮，拼抢凶狠。
1986年进入辽宁足球队，获得8次全国冠军。
1988年亚洲杯，四强淘汰赛中国队遇到了韩国，90分钟战成0-0，加时赛董礼强连续失误葬送了比赛，王宝山的好球也被裁判吹掉，中国最终1-2不敌韩国，
在1990年世界杯足球赛亚洲区预选赛对阿联酋的比赛中，董礼强一次解围踢漏和一次带球失误导致中国队在3分钟内被连失两球，最终输掉了比赛并未能出线。 这一事件后来被称为“黑色三分钟”。1
1993年客场对也门，因拦截对方犯规而红牌被逐，导致打少一人处于劣势。
1997年由辽宁队转会至深圳平安，1999年底退役。
退役后董礼强先后在沈阳海狮、南京有有、深圳科健、辽宁队、河南建业担任助理教练。